# Терехов, Виктор Степанович
Виктор Степанович Терехов — советский деятель госбезопасности, генерал-майор.

## Биография
Родился в 1918 году в селе Бытошь. Член КПСС.
Участник Великой Отечественной войны: офицер разведки 519-го стрелкового полка 81-й стрелковой дивизии 21-го стрелкового корпуса 3-й гвардейской армии
В 1946—1966 гг. — сотрудник органов государственной безопасности СССР.
В 1966—1967 гг. — начальник Управления КГБ по Липецкой области.
В 1967—1977 гг. — начальник Управления КГБ по Красноярскому краю.
Делегат XXIV и XXV съездов КПСС.
Умер после 1977 года.

## Награды
- Орден Красного Знамени
- Орден Отечественной войны I степени
- Орден Отечественной войны II степени (дважды)
- Орден Красной Звезды